# Rivière Mistastin
La rivière Mistastin (anglais : Mistastin River) est un affluent en rive droite du ruisseau Head d'environ 40 km de long, dans la province canadienne de Terre-Neuve-et-Labrador.
Le ruisseau Head (anglais : Head Brook) constitue le cours supérieur de la rivière Kogaluk (anglais : Kogaluk River), un fleuve de 52 km de long situé à l'est de la péninsule du Québec-Labrador, au Labrador dans la province canadienne de Terre-Neuve-et-Labrador.
L'ensemble fluvial de la rivière Kogaluk est un des plus longs du nord de la sous-province du Labrador.
La longueur totale est d'environ 170 km en incluant le ruisseau Head et atteint environ 235 km depuis la source la plus lointaine (56° 45′ 56″ N, 64° 05′ 14″ O) de l'affluent nord long d'environ 115 km.

## Toponymie
Mistastin est une déformation en anglais du mot Kameshtashtan, nom du lac Mistastin en innu-aimun. La rivière Mistastin se nomme Kameshtashtan-shipu en innu-aimun.
Le lac Mistastin est parfois appelé lac Kamestastin.

## Description
La rivière Mistastin constitue l'émissaire (55° 56′ 39″ N, 63° 05′ 56″ O) du vaste lac Mistastin de 15 620 hectares situé à 338 mètres d'altitude.
Le lac Mistastin se situe au creux du cratère de Mistastin, un cratère météoritique datant du Pléistocène et âgé d'environ 36,4 millions d'années à ± 4 millions d'années.
Le lac draine un vaste bassin versant avec plusieurs rivières non nommées dans une région très isolée et inhabitée.
Le plus important tributaire du lac Mistastin vient du sud-ouest et se jette par une embouchure sur la rive sud (55° 50′ 55″ N, 63° 13′ 41″ O). C'est une rivière relativement abondante d'environ 52 km depuis la source la plus lointaine (55° 39′ 36″ N, 63° 45′ 32″ O) située à environ 610 mètres d'altitude dans un petit étang situé à la frontière avec le Québec. En prenant en compte cette rivière comme branche mère, la rivière Mistastin fait près de 100 km de long.
Le lac reçoit plusieurs autres rivières notables venues du sud-est (55° 52′ 18″ N, 63° 11′ 47″ O), sud-ouest (55° 52′ 51″ N, 63° 26′ 09″ O), de l'ouest-sud-ouest (55° 54′ 55″ N, 63° 23′ 26″ O), de l'ouest (55° 55′ 33″ N, 63° 21′ 25″ O) et du nord (55° 55′ 33″ N, 63° 21′ 25″ O).
La rivière Mistastin, relativement large et abondante, sort à l'extrémité orientale du lac Mistastin. La partie allongée du lac fait progressivement place à la rivière qui chemine sur 5 km vers le nord-est sur le plateau et vallonné du bouclier canadien, avec des collines nues et des vallons boisés. Quelques rapides alternent avec des sections calmes.
La rivière s'oriente vers le nord, traverse des rapides et rejoint le lac Kameshtashtan-natuashu allongé vers le nord (55° 58′ 02″ N, 63° 01′ 21″ O). La rivière poursuit vers le nord sur un peu plus de 7 km avant de s'engager dans des rapides et une chute haute de 5,4 m (56° 01′ 47″ N, 63° 00′ 18″ O) pour tomber dans une profonde gorge perpendiculaire et dont l'origine est probablement géologique avec une partie amont longue d'environ 1 km parcourue par un petit ruisseau.
La rivière Mistastin s'engage à environ 310 mètres d'altitude dans les gorges sur un peu plus de 2 km vers l'est puis au creux d'une profonde vallée entrecoupée de chutes d'eau vers le nord-est puis l'est sur environ 8 km. Le cours s'abaisse rapidement et atteint environ 160 mètres d'altitude au coude perpendiculaire de la rivière (56° 04′ 37″ N, 62° 52′ 46″ O) qui s'engage vers le nord dans d'étroites gorges coupée de chutes d'eau sur un peu plus de 2 km avant de s'orienter vers le nord-est puis le nord avec un cours rapide sur environ 2,5 km pour rejoindre à environ 70 mètres d'altitude (56° 06′ 50″ N, 62° 51′ 58″ O) la vallée de son principal affluent émissaire du vaste lac Hawk (anglais : Mistastin River)  (lac du Faucon) (56° 02′ 38″ N, 63° 34′ 57″ O) prenant sa source dans un étang situé à 630 mètres d'altitude à la frontière du Québec (56° 03′ 33″ N, 63° 41′ 09″ O) et drainant le plateau lacustre avant se s'engager dans une vallée glaciaire avec une faible déclivité permettant la formation de bancs de sable et gravier avec de nombreux méandres et bras-morts.
Dans la vallée en amont de la confluence à environ 59 mètres d'altitude (56° 07′ 23″ N, 62° 52′ 22″ O), la rivière Mistastin coule sur une section d'environ 2 km plus calme avec des bancs de sable et gravier, un méandre et des bras-morts.
La rivière Mistastin devient une rivière plus large et abondante conservant le même profil sur environ 8 km avant de confluer à environ 55 mètres d'altitude (56° 07′ 23″ N, 62° 52′ 22″ O) avec le ruisseau Head venu de l'ouest. Les deux cours d'eau au débit équivalent forment une rivière lente et relativement large qui rejoint le lac Cabot environ 8 km en aval en fournissant la quasi-totalité des apports de la rivière Kogaluk en aval du lac.

## Cascades
Le cours de la rivière Mistatsin est entrecoupé par plusieurs rapides.
La chute de 5,4 m sur la partie moyenne de la rivière constituent également un obstacle complet à la migration des poissons (56° 01′ 47″ N, 63° 00′ 18″ O).
À 6,4 km en amont de l'embouchure de la rivière Kogaluk (56° 09′ 28″ N, 61° 46′ 13″ O) se trouve une cascade de 9,2 m de haut qui forme un obstacle insurmontable pour les poissons migrateurs remontant de la mer dans le système fluvial de la rivière Kogaluk. Seul le ruisseau Side est accessible aux poissons migrateurs, la confluence avec la rivière Kogaluk se trouvant en aval de la cascade.

## Hydrologie
Le débit et l'étendue du bassin versant de la rivière Mistastin et du ruisseau Head ne sont pas reportés.
La rivière Mistastin draine une superficie d'environ 2 000 km2.
Le débit moyen de la rivière Kogaluk à 9 km en amont de l'embouchure est de 98,6 m3/s pour un bassin versant de 5 140 km2.
Cette mesure est prise juste en amont de la cascade (56° 09′ 25″ N, 61° 46′ 33″ O) et ne prend pas en compte le ruisseau Side situé en aval. En considérant l'étroit bassin d'environ 400 km2 et les modestes affluents situés entre l'amont du lac Cabot et la station de mesure, on obtient un débit approximatif de 90 m3/s avec un bassin versant de 4 740 km2 pour le ruisseau Head à son embouchure.
Le débit moyen de la rivière Mistastin juste en aval du lac Mistastin (55° 56′ 34″ N, 63° 05′ 37″ O) est de 30,9 m3/s pour un bassin versant de 1 350 km2.
Cette mesure ne prend pas en compte les affluents de la rivière Mistastin situés en aval. En considérant un bassin versant d'environ 2 000 km2, le débit de la rivière Mistastin est d'environ 45 m3/s à la confluence avec le ruisseau Head. Le débit des deux cours d'eau serait équivalent avec un bassin versant plus large pour le ruisseau Head du fait de l'affluent nord.
La surface de l'eau de la rivière gèle en hiver. Les débits mensuels les plus élevés se produisent généralement pendant la fonte des neiges à la fin du printemps.

## Faune piscicole
Le système hydrographique de la rivière Mistastin abrite différentes espèces de poissons. L'omble chevalier, le touladi et le ménomini rond se retrouve dans le système fluvial en amont de la cascade de la rivière Kogaluk.

## Flore
Les forêts de résineux couvrent la vallée inférieure de la rivière Mistastin. Les lichens fournissent l'essentiel de la flore des collines.

## Activités humaines
La rivière Mistastin se trouve dans le nord du Labrador, une zone isolée totalement inhabitée appartenant au Nitassinan, terre ancestrale des Innus.
La côte fait partie du Nunatsiavut, territoire autonome géré par les Inuits.
La zone située entre la rivière Kogaluk et le lac Mistastin est utilisée pour la chasse au caribous à l'automne ; pendant l'hiver, les chasseurs traversent le plateau à l'ouest d'Utshimassits et se déplacent vers le nord-ouest vers le ruisseau Anaktalik (anglais : Anaktalik Brook), la rivière Fraser (anglais : Fraser River) et parfois plus au nord. Diverses autres espèces, comme le lagopède alpin, le lièvre, le porc-épic et l'ours noir, peuvent être capturées au cours de ces activités.
Une demi-douzaine de loges accueillant les voyageurs sont établies sur les rives du lac Mistastin (Kamestastin) à proximité du début de la rivière Mistastin (55° 56′ 31″ N, 63° 07′ 45″ O), au milieu du chemin de migration printanière et automnale du plus grand troupeau de caribous au monde, la harde de caribous de la rivière George.
La rivière peut être descendue en canoë, avec la présence de nombreux et difficiles portages. La rivière a été descendue par une expédition en 2019, la précédente expédition ayant eu lieu 20 ans auparavant.